# Antocha perattenuata
Antocha perattenuata är en tvåvingeart som beskrevs av Alexander 1971. Antocha perattenuata ingår i släktet Antocha och familjen småharkrankar. Inga underarter finns listade i Catalogue of Life.